# Uruwashi no Yoi no Tsuki
Uruwashi no Yoi no Tsuki (яп. うるわしの宵の月 Уруваси но ёй но цуки) — серия японской манги, написанная и проиллюстрированная Микой Ямамори. Её выпуск в журнале Dessert издательства Kodansha начался в июле 2020 года. По состоянию на октябрь 2023 года, отдельные главы серии были собраны в семь танкобонов. Также по сюжету манги с 9 ноября 2021 года издаётся ранобэ с иллюстрациями Ямамори и текстом Момо Моэги под лейблом «Aoi Tori Bunko», ориентированным на младших школьников. На ноябрь 2022 года было издано два тома.

## Персонажи
- Ёй Такигути (яп. 滝口 宵 Такигути Ёй) — главная героиня. Ученица первого класса старшей школы. Из-за короткой стрижки и красоты её прозвали «Принцем». В её доме находится магазин карри, где она подрабатывает. В прошлом её называли «Принцем карри». Владеет карате. Любит сладкое.
- Кохаку Итимура (яп. 市村 琥珀 Итимура Кохаку) — ученик той же школы, старше Ёй. Прозвище — «Ещё один принц». Знаменит среди учеников.
- Нобара Тонэ (яп. 利根 のばら Тонэ Нобара) — подруга Ёй со средней школы.
- Котобуки Хибия (яп. 日比谷 寿 Хибия Котобуки) — подруга Ёй со средней школы.

## Приём
Произведение было номинировано на премию Next Manga Award 2021 в категории «Печатная манга». В списке 50 лучших серий манги 2021 года, составленном журналом Da Vinci, манга заняла 38-е место. Манга получила гран-при премии манги anan за 2021 год. В путеводителе «Kono Manga ga Sugoi!» в рейтинге манги для женщин за 2021 год серия заняла четвертое место, а за 2022 год — одиннадцатое. Манга была номинирована на 46-ю премию Kodansha Manga Award в категории «сёдзе-манга» в 2022 году; также была номинирована в той же категории на 47-ю премию в 2023 году. В 2023 году серия получила главный приз премии ebookjapan Manga Award.

## Критика
Ребекка Сильверман из Anime News Network похвалила главных героев и сюжет, хоть и отметила, что дизайн персонажей может меняться от кадра к кадру.
Демельза из Anime UK News назвала историю уникальной и понятной, а иллюстрации — чистыми и безупречными.

## Продажи
Согласно еженедельному рейтингу продаж книг Tsutaya, в 2021 году все вышедшие тома манги, кроме первого, лидировали хотя бы раз: второй том занимал первое место по продажам с 10 мая по 16 мая, третий том — девятое место по продажам с 15 по 21 ноября на 9-м месте по продажам.
По состоянию на май 2023 года общее количество копий превысило 260 миллионов экземпляров.